# BNP Paribas Open 2022
BNP Paribas Open 2022 (còn được biết đến với Indian Wells Masters 2022) là một giải quần vợt nam và nữ chuyên nghiệp diễn ra ở Indian Wells, California. Đây là lần thứ 48 (nam) và lần thứ 33 (nữ) giải đấu được tổ chức, và là một phần của ATP Tour Masters 1000 trong ATP Tour 2022 và WTA 1000 trong WTA Tour 2022. Cả giải đấu nam và nữ diễn ra tại Indian Wells Tennis Garden từ ngày 7 tháng 3 đến ngày 20 tháng 3 năm 2022, thi đấu trên mặt sân cứng ngoài trời.
Cameron Norrie là đương kim vô địch nội dung đơn nam, nhưng thua ở vòng tứ kết trước Carlos Alcaraz. Paula Badosa là đương kim vô địch nội dung đơn nữ, nhưng thua ở vòng bán kết trước Maria Sakkari. Iga Świątek là nhà vô địch nội dung đơn nữ, trong khi Taylor Fritz là nhà vô địch nội dung đơn nam.

## Điểm và tiền thưởng

### Phân phối điểm
| Sự kiện | VĐ   | CK  | BK  | TK  | V16 | V32 | V64 | V128 | Q  | Q2 | Q1 |
| Đơn nam | 1000 | 600 | 360 | 180 | 90  | 45  | 25* | 10   | 16 | 8  | 0  |
| Đôi nam | 1000 | 600 | 360 | 180 | 90  | 0   | —   | —    | —  | —  | —  |
| Đơn nữ  | 1000 | 650 | 390 | 215 | 120 | 65  | 35* | 10   | 30 | 20 | 2  |
| Đôi nữ  | 1000 | 650 | 390 | 215 | 120 | 10  | —   | —    | —  | —  | —  |

* Tay vợt miễn được nhận điểm vòng 1.

### Tiền thưởng
Tổng số tiền thưởng của BNP Paribas Open 2022 là $9,554,920.
| Sự kiện  | VĐ         | CK       | BK       | TK       | V16     | V32     | V64     | V128    | Q2     | Q1     |
| Đơn nam  | $1,231,245 | $646,110 | $343,985 | $179,940 | $94,575 | $54,400 | $30,130 | $18,200 | $9,205 | $5,025 |
| Đơn nữ   | $1,231,245 | $646,110 | $343,985 | $179,940 | $94,575 | $54,400 | $30,130 | $18,200 | $9,205 | $5,025 |
| Đôi nam* | $426,010   | $225,980 | $120,520 | $61,100  | $32,630 | $17,580 | —       | —       | —      | —      |
| Đôi nữ*  | $426,010   | $225,980 | $120,520 | $61,100  | $32,630 | $17,580 | —       | —       | —      | —      |

*mỗi đội

## Nội dung đơn ATP

### Hạt giống
Dưới đây là những tay vợt được xếp loại hạt giống, dựa trên bảng xếp hạng ATP vào ngày 7 tháng 3 năm 2022. Xếp hạng và điểm trước vào ngày 7 tháng 3 năm 2022.
| Hạt giống | Xếp hạng | Tay vợt               | Điểm trước | Điểm giảm (hoặc kết quả tốt nhất lần 19)† | Điểm thắng | Điểm sau | Thực trạng                                    |
| --------- | -------- | --------------------- | ---------- | ----------------------------------------- | ---------- | -------- | --------------------------------------------- |
| 1         | 1        | Daniil Medvedev       | 8,615      | 250                                       | 45         | 8,410    | Vòng 3 thua trước Gaël Monfils [26]           |
| 2         | 2        | Novak Djokovic        | 8,465      | (0)                                       | 0          | 8,465    | Rút lui do tình trạng chưa tiêm chủng vắc-xin |
| 3         | 3        | Alexander Zverev      | 7,515      | 500                                       | 10         | 7,025    | Vòng 2 thua trước Tommy Paul                  |
| 4         | 4        | Rafael Nadal          | 6,515      | (0)                                       | 600        | 7,115    | Á quân, thua trước Taylor Fritz [20]          |
| 5         | 5        | Stefanos Tsitsipas    | 6,325      | 300                                       | 45         | 6,070    | Vòng 3 thua trước Jenson Brooksby             |
| 6         | 6        | Matteo Berrettini     | 4,928      | 63‡                                       | 90         | 4,955    | Vòng 4 thua trước Miomir Kecmanović           |
| 7         | 7        | Andrey Rublev         | 4,590      | 90+180                                    | 360+45     | 4,725    | Bán kết thua trước Taylor Fritz [20]          |
| 8         | 8        | Casper Ruud           | 3,915      | 90                                        | 45         | 3,870    | Vòng 3 thua trước Nick Kyrgios [WC]           |
| 9         | 9        | Félix Auger-Aliassime | 3,883      | 90                                        | 10         | 3,803    | Vòng 2 thua trước Botic van de Zandschulp     |
| 10        | 10       | Jannik Sinner         | 3,495      | 45+90                                     | 90+24      | 3,474    | Vòng 4 rút lui trước Nick Kyrgios [WC]        |
| 11        | 11       | Hubert Hurkacz        | 3,468      | 45                                        | 90         | 3,513    | Vòng 4 thua trước Andrey Rublev [7]           |
| 12        | 12       | Cameron Norrie        | 3,305      | 90                                        | 180        | 3,395    | Tứ kết thua trước Carlos Alcaraz [19]         |
| 13        | 13       | Denis Shapovalov      | 3,020      | 45+180                                    | 45+23      | 2,863    | Vòng 3 thua trước Reilly Opelka [17]          |
| 14        | 14       | Diego Schwartzman     | 2,660      | (45)                                      | 45         | 2,660    | Vòng 3 thua trước John Isner [23]             |
| 15        | 15       | Roberto Bautista Agut | 2,480      | 45+150                                    | 45+45      | 2,375    | Vòng 3 thua trước Carlos Alcaraz [19]         |
| 16        | 16       | Pablo Carreño Busta   | 2,220      | (10)                                      | 10         | 2,220    | Vòng 2 thua trước Jaume Munar [Q]             |
| 17        | 17       | Reilly Opelka         | 2,156      | (0)                                       | 90         | 2,246    | Vòng 4 thua trước Rafael Nadal [4]            |
| 18        | 18       | Nikoloz Basilashvili  | 2,121      | 250                                       | 45         | 1,916    | Vòng 3 thua trước Cameron Norrie [12]         |
| 19        | 19       | Carlos Alcaraz        | 2,056      | (2)                                       | 360        | 2,414    | Bán kết thua trước Rafael Nadal [4]           |
| 20        | 20       | Taylor Fritz          | 2,010      | 45+90                                     | 1,000+45   | 2,920    | Vô địch, đánh bại Rafael Nadal [4]            |
| 21        | 21       | Lorenzo Sonego        | 1,937      | 45                                        | 10         | 1,902    | Vòng 2 thua trước Benjamin Bonzi              |
| 22        | 22       | Aslan Karatsev        | 1,933      | 15+20+500                                 | 10+10+10   | 1,428    | Vòng 2 thua trước Steve Johnson [WC]          |
| 23        | 23       | John Isner            | 1,801      | 45                                        | 90         | 1,846    | Vòng 4 thua trước Grigor Dimitrov [33]        |
| 24        | 24       | Marin Čilić           | 1,785      | (10)                                      | 10         | 1,785    | Vòng 2 thua trước Miomir Kecmanović           |
| 25        | 26       | Karen Khachanov       | 1,680      | 45+45                                     | 10+23      | 1,623    | Vòng 2 thua trước Jenson Brooksby             |
| 26        | 28       | Gaël Monfils          | 1,633      | (0)                                       | 90         | 1,723    | Vòng 4 thua trước Carlos Alcaraz [19]         |
| 27        | 29       | Daniel Evans          | 1,542      | (20)                                      | 45         | 1,567    | Vòng 3 thua trước Rafael Nadal [4]            |
| 28        | 30       | Frances Tiafoe        | 1,463      | 20+45                                     | 45+10      | 1,453    | Vòng 3 thua trước Andrey Rublev [7]           |
| 29        | 31       | Alex de Minaur        | 1,451      | (10)                                      | 90         | 1,531    | Vòng 4 thua trước Taylor Fritz [20]           |
| 30        | 32       | Lloyd Harris          | 1,393      | 32+310                                    | 45+5       | 1,101    | Vòng 3 thua trước Matteo Berrettini [6]       |
| 31        | 33       | Alexander Bublik      | 1,391      | (20)                                      | 45         | 1,416    | Vòng 3 thua trước Grigor Dimitrov [33]        |
| 32        | 34       | Federico Delbonis     | 1,382      | 90                                        | 10         | 1,302    | Vòng 2 thua trước Nick Kyrgios [WC]           |
| 33        | 35       | Grigor Dimitrov       | 1,381      | 90                                        | 180        | 1,471    | Tứ kết thua trước Andrey Rublev [7]           |

† Cột này hiển thị (a) điểm xếp hạng của tay vợt giảm vào ngày 14 tháng 3 hoặc ngày 21 tháng 3 năm 2022, hoặc (b) điểm tốt nhất của lần 19 (hiển thị trong ngoặc đơn). Chỉ điểm xếp hạng tính đến thứ hạng của tay vợt vào ngày 7 tháng 3 năm 2022, được hiển thị trong cột.

‡ Tay vợt có điểm bảo vệ từ một giải ATP Challenger Tour 2019 (Phoenix)

#### Tay vợt rút lui khỏi giải đấu
Dưới đây là những tay vợt được xếp loại hạt giống, nhưng rút lui trước khi giải đấu bắt đầu.
| Xếp hạng | Tay vợt        | Điểm trước | Điểm giảm | Điểm sau | Lý do rút lui           |
| -------- | -------------- | ---------- | --------- | -------- | ----------------------- |
| 25       | Cristian Garín | 1,716      | 250       | 1,476^   | Lý do cá nhân           |
| 27       | Roger Federer  | 1,665      | 45        | 1,620    | Phẫu thuật đầu gối phải |

### Vận động viên khác
Đặc cách:
- Steve Johnson
- Nick Kyrgios
- Andy Murray
- Sam Querrey
- Jack Sock

Bảo toàn thứ hạng:
- Aljaž Bedene
- Borna Ćorić
- Pablo Cuevas

Vượt qua vòng loại:
- Liam Broady
- Taro Daniel
- Christopher Eubanks
- Philipp Kohlschreiber
- Thanasi Kokkinakis
- Mikhail Kukushkin
- Tomáš Macháč
- Jaume Munar
- Holger Rune
- Tennys Sandgren
- Shang Juncheng
- J.J. Wolf

Thua cuộc may mắn:
- John Millman
- João Sousa

### Rút lui
- Novak Djokovic → thay thế bởi  João Sousa
- James Duckworth → thay thế bởi  Juan Manuel Cerúndolo
- Roger Federer → thay thế bởi  Facundo Bagnis
- Cristian Garín → thay thế bởi  Kamil Majchrzak
- Ilya Ivashka → thay thế bởi  John Millman
- Gianluca Mager → thay thế bởi  Oscar Otte
- Alex Molčan → thay thế bởi  Jordan Thompson
- Kei Nishikori → thay thế bởi  Richard Gasquet
- Albert Ramos Viñolas → thay thế bởi  Daniel Altmaier
- Dominic Thiem → thay thế bởi  Henri Laaksonen
- Jo-Wilfried Tsonga → thay thế bởi  Roberto Carballés Baena
- Mikael Ymer → thay thế bởi  Brandon Nakashima

## Nội dung đôi ATP

### Hạt giống
| Quốc gia | Tay vợt              | Quốc gia | Tay vợt          | Xếp hạng | Hạt giống |
| -------- | -------------------- | -------- | ---------------- | -------- | --------- |
| CRO      | Nikola Mektić        | CRO      | Mate Pavić       | 3        | 1         |
| USA      | Rajeev Ram           | GBR      | Joe Salisbury    | 7        | 2         |
| ESP      | Marcel Granollers    | ARG      | Horacio Zeballos | 11       | 3         |
| COL      | Juan Sebastián Cabal | COL      | Robert Farah     | 18       | 4         |
| AUS      | John Peers           | SVK      | Filip Polášek    | 24       | 5         |
| GER      | Tim Pütz             | NZL      | Michael Venus    | 26       | 6         |
| NED      | Wesley Koolhof       | GBR      | Neal Skupski     | 33       | 7         |
| GBR      | Jamie Murray         | BRA      | Bruno Soares     | 38       | 8         |

*Bảng xếp hạng vào ngày 7 tháng 3 năm 2022.

### Vận động viên khác
Đặc cách:
- John Isner /  Jack Sock
- Thanasi Kokkinakis /  Nick Kyrgios
- Feliciano López /  Stefanos Tsitsipas

Bảo toàn thứ hạng:
- Santiago González /  Édouard Roger-Vasselin

### Rút lui
- Simone Bolelli /  Máximo González → thay thế bởi  Simone Bolelli /  Fabio Fognini
- Dan Evans /  Cristian Garín → thay thế bởi  Dan Evans /  Karen Khachanov
- Sander Gillé /  Joran Vliegen → thay thế bởi  Sander Gillé /  Matwé Middelkoop

## Nội dung đơn WTA

### Hạt giống
Dưới đây là những tay vợt được xếp loại hạt giống. Hạt giống dựa trên bảng xếp hạng WTA vào ngày 28 tháng 2 năm 2022. Xếp hạng và điểm trước vào ngày 7 tháng 3 năm 2022.
| Hạt giống | Xếp hạng | Tay vợt              | Điểm trước | Kết quả tốt nhất lần 16 | Điểm 2022 | Điểm sau | Thực trạng                                  |
| --------- | -------- | -------------------- | ---------- | ----------------------- | --------- | -------- | ------------------------------------------- |
| 1         | 2        | Barbora Krejčíková   | 5,073      | 40                      | 0         | 5,033    | Rút lui do chấn thương khuỷu tay            |
| 2         | 3        | Aryna Sabalenka      | 4,853      | 1                       | 10        | 4,862    | Vòng 2 thua trước Jasmine Paolini           |
| 3         | 4        | Iga Świątek          | 4,776      | 0                       | 1,000     | 5,776    | Vô địch, đánh bại Maria Sakkari [6]         |
| 4         | 5        | Anett Kontaveit      | 4,721      | 100                     | 65        | 4,686    | Vòng 3 thua trước Markéta Vondroušová [30]  |
| 5         | 7        | Paula Badosa         | 4,424      | 24                      | 390       | 4,790    | Bán kết thua trước Maria Sakkari [6]        |
| 6         | 6        | Maria Sakkari        | 4,436      | 1                       | 650       | 5,085    | Á quân, thua trước Iga Świątek [4]          |
| 7         | 8        | Karolína Plíšková    | 4,242      | 0                       | 10        | 4,252    | Vòng 2 thua trước Danka Kovinić             |
| 8         | 9        | Garbiñe Muguruza     | 3,235      | 55                      | 10        | 3,190    | Vòng 2 thua trước Alison Riske              |
| 9         | 10       | Ons Jabeur           | 3,065      | 100                     | 10        | 2,975    | Vòng 2 thua trước Daria Saville [Q]         |
| 10        | 12       | Jeļena Ostapenko     | 2,880      | 30                      | 10        | 2,860    | Vòng 2 thua trước Shelby Rogers             |
| 11        | 13       | Emma Raducanu        | 2,635      | 1                       | 65        | 2,699    | Vòng 3 thua trước Petra Martić              |
| 12        | 18       | Elina Svitolina      | 2,207      | 1                       | 10        | 2,216    | Vòng 2 thua trước Harriet Dart [Q]          |
| 13        | 15       | Victoria Azarenka    | 2,271      | 0                       | 65        | 2,336    | Vòng 3 thua trước Elena Rybakina [17]       |
| 14        | 19       | Jessica Pegula       | 2,206      | 1                       | 10        | 2,215    | Vòng 2 thua trước Marie Bouzková [Q]        |
| 15        | 16       | Angelique Kerber     | 2,232      | 0                       | 120       | 2,352    | Vòng 4 thua trước Iga Świątek [3]           |
| 16        | 17       | Cori Gauff           | 2,231      | 16                      | 65        | 2,280    | Vòng 3 thua trước Simona Halep [24]         |
| 17        | 20       | Elena Rybakina       | 2,101      | 55                      | 215       | 2,261    | Tứ kết thua trước Maria Sakkari [6]         |
| 18        | 21       | Leylah Fernandez     | 2,066      | 15                      | 120       | 2,171    | Vòng 4 thua trước Paula Badosa [5]          |
| 19        | 22       | Tamara Zidanšek      | 1,936      | 15                      | 10        | 1,931    | Vòng 2 thua trước Petra Martić              |
| 20        | 23       | Elise Mertens        | 1,886      | 1                       | 65        | 1,950    | Vòng 3 thua trước Daria Saville [Q]         |
| 21        | 24       | Veronika Kudermetova | 1,875      | 55                      | 215       | 2,035    | Tứ kết thua trước Paula Badosa [5]          |
| 22        | 25       | Belinda Bencic       | 1,871      | 55                      | 10        | 1,826    | Vòng 2 thua trước Kaia Kanepi               |
| 23        | 28       | Daria Kasatkina      | 1,755      | 30                      | 65        | 1,790    | Vòng 3 thua trước Angelique Kerber [15]     |
| 24        | 26       | Simona Halep         | 1,832      | 1                       | 390       | 2,221    | Bán kết thua trước Iga Świątek [3]          |
| 25        | 29       | Madison Keys         | 1,690      | 1                       | 215       | 1,904    | Tứ kết thua trước Iga Świątek [3]           |
| 26        | 27       | Sorana Cîrstea       | 1,775      | 30                      | 120       | 1,865    | Vòng 4 thua trước Simona Halep [24]         |
| 27        | 31       | Petra Kvitová        | 1,585      | 55                      | 65        | 1,595    | Vòng 3 thua trước Maria Sakkari [6]         |
| 28        | 32       | Liudmila Samsonova   | 1,527      | 15                      | 120       | 1,632    | Vòng 4 thua trước Petra Martić              |
| 29        | 40       | Clara Tauson         | 1,229      | 15                      | 65        | 1,279    | Vòng 3 thua trước Iga Świątek [3]           |
| 30        | 33       | Markéta Vondroušová  | 1,487      | 30                      | 120       | 1,577    | Vòng 4 thua trước Veronika Kudermetova [21] |
| 31        | 51       | Viktorija Golubic    | 1,107      | 21                      | 120       | 1,206    | Vòng 4 thua trước Elena Rybakina [17]       |
| 32        | 36       | Sara Sorribes Tormo  | 1,318      | 43                      | 65        | 1,340    | Vòng 3 thua trước Paula Badosa [5]          |
| 33        | 34       | Alizé Cornet         | 1,360      | 30                      | 10        | 1,340    | Vòng 2 thua trước Anna Kalinskaya [LL]      |

#### Tay vợt rút lui khỏi giải đấu
Dưới đây là những tay vợt được xếp loại hạt giống, nhưng rút lui trước khi giải đấu bắt đầu.
| Xếp hạng | Tay vợt                  | Điểm trước | Kết quả tốt nhất lần 16 | Điểm 2022 | Điểm sau | Lý do rút lui       |
| -------- | ------------------------ | ---------- | ----------------------- | --------- | -------- | ------------------- |
| 1        | Ashleigh Barty           | 7,980      | 0                       | 0         | 7,980    | Lý do cá nhân       |
| 11       | Danielle Collins         | 2,972      | 1                       | 0         | 2,971    |                     |
| 14       | Anastasia Pavlyuchenkova | 2,473      | 0                       | 0         | 2,473    | Chấn thương đầu gối |
| 30       | Camila Giorgi            | 1,614      | 1                       | 0         | 1,613    |                     |

### Vận động viên khác
Đặc cách:
- Hailey Baptiste
- Elvina Kalieva
- Sofia Kenin
- Claire Liu
- Robin Montgomery
- Emma Navarro
- Katie Volynets
- Dayana Yastremska

Vượt qua vòng loại:
- Katie Boulter
- Marie Bouzková
- Harriet Dart
- Dalma Gálfi
- Kaja Juvan
- Ashlyn Krueger
- Caty McNally
- Daria Saville
- Harmony Tan
- Viktoriya Tomova
- Wang Qiang
- Heather Watson

Thua cuộc may mắn:
- Magdalena Fręch
- Anna Kalinskaya
- Astra Sharma

### Rút lui
- Ashleigh Barty → thay thế bởi  Océane Dodin
- Danielle Collins → thay thế bởi  Anna Bondár
- Jaqueline Cristian → thay thế bởi  Kristína Kučová
- Camila Giorgi → thay thế bởi  Naomi Osaka
- Barbora Krejčíková → thay thế bởi  Magdalena Fręch
- Karolína Muchová → thay thế bởi  Vera Zvonareva
- Anastasia Pavlyuchenkova → thay thế bởi  Zheng Qinwen
- Rebecca Peterson → thay thế bởi  Anna Kalinskaya
- Andrea Petkovic → thay thế bởi  Astra Sharma

## Nội dung đôi WTA

### Hạt giống
| Quốc gia | Tay vợt                | Quốc gia | Tay vợt        | Xếp hạng | Hạt giống |
| -------- | ---------------------- | -------- | -------------- | -------- | --------- |
|          | Veronika Kudermetova   | BEL      | Elise Mertens  | 9        | 1         |
| AUS      | Samantha Stosur        | CHN      | Zhang Shuai    | 19       | 2         |
| USA      | Coco Gauff             | USA      | Caty McNally   | 23       | 3         |
| CRO      | Darija Jurak Schreiber | SLO      | Andreja Klepač | 29       | 4         |
| CAN      | Gabriela Dabrowski     | MEX      | Giuliana Olmos | 31       | 5         |
| USA      | Desirae Krawczyk       | NED      | Demi Schuurs   | 37       | 6         |
| USA      | Asia Muhammad          | JPN      | Ena Shibahara  | 40       | 7         |
| USA      | Caroline Dolehide      | AUS      | Storm Sanders  | 41       | 8         |

*Bảng xếp hạng vào ngày 21 tháng 2 năm 2022.

### Vận động viên khác
Đặc cách:
- Lauren Davis /  Christina McHale
- Sofia Kenin /  Alison Riske
- Dayana Yastremska /  Ivanna Yastremska

Thứ hạng đặc biệt:
- Kirsten Flipkens /  Sania Mirza
- Tereza Mihalíková /  Květa Peschke
- Laura Siegemund /  Vera Zvonareva

### Rút lui
Trước giải đấu
- Alexa Guarachi /  Nicole Melichar-Martinez → thay thế bởi  Alexa Guarachi /  Sabrina Santamaria
- Barbora Krejčíková /  Kateřina Siniaková → thay thế bởi  Kateřina Siniaková /  Clara Tauson
- Magda Linette /  Bernarda Pera → thay thế bởi  Chan Hao-ching /  Magda Linette

## Nhà vô địch

### Đơn nam
- Taylor Fritz đánh bại  Rafael Nadal, 6–3, 7–6(7–5)

### Đơn nữ
- Iga Świątek đánh bại  Maria Sakkari, 6–4, 6–1.

### Đôi nam
- John Isner /  Jack Sock đánh bại  Santiago González /  Édouard Roger-Vasselin, 7–6(7–4), 6–3

### Đôi nữ
- Xu Yifan /  Yang Zhaoxuan đánh bại  Asia Muhammad /  Ena Shibahara, 7–5, 7–6(7–4)